# Munida intermedia
Munida intermedia is een tienpotigensoort uit de familie van de Munididae. De wetenschappelijke naam van de soort is voor het eerst geldig gepubliceerd in 1899 door Alphonse Milne-Edwards & Bouvier.